# 龜島車站
龜島站（日语：／ Kamejima eki */?）是位於愛知縣名古屋市中村區龜島一丁目，屬於名古屋市營地下鐵東山線的車站。車站編號為H07。由於本站鄰近名古屋站，多條公車路線也經過此站，因此乘客人數偏低。

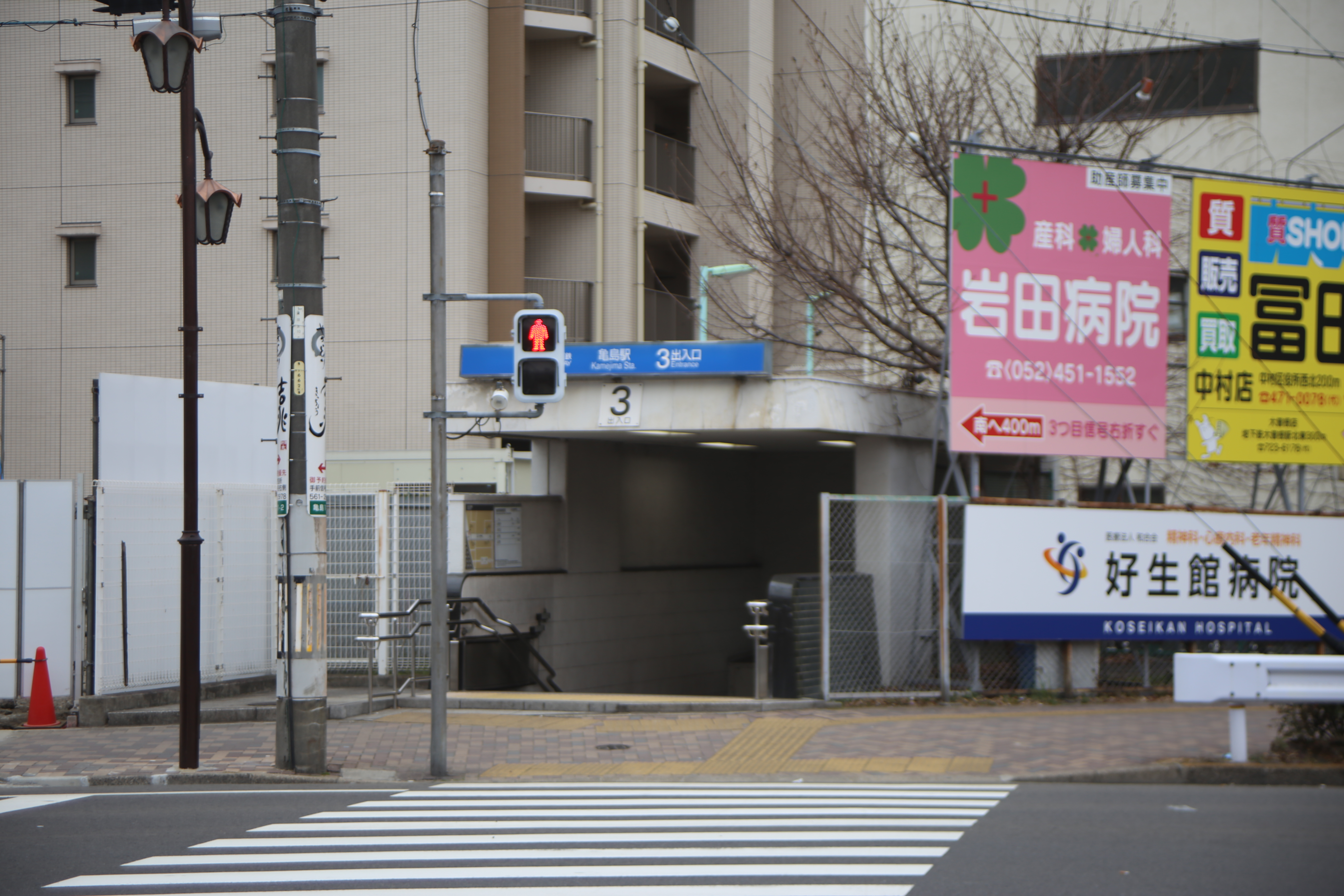
3號出入口(2022年2月)

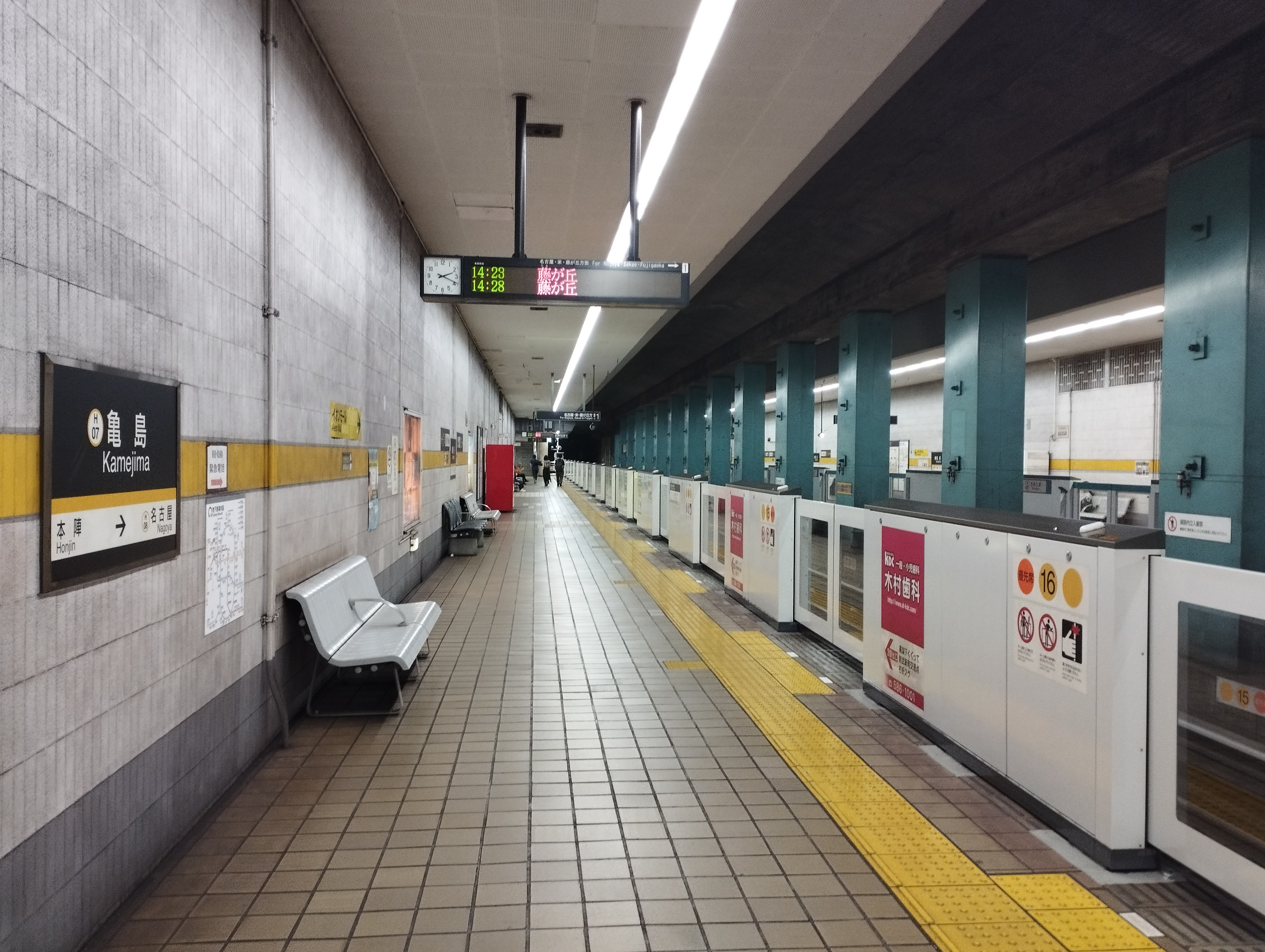
1號月台(2023年7月)

## 車站結構
本站為2面2線側式月台之地下車站。

### 月台配置
| 月台 | 路線   | 目的地               |
| ---- | ------ | -------------------- |
| 1    | 東山線 | 名古屋、榮、藤丘方向 |
| 2    | 東山線 | 中村公園、高畑方向   |

剪票口分做西剪票口與東剪票口共兩處，出入口共四處。西剪票口靠近1與4號出入口，東剪票口靠近2與3號出入口。

## 相鄰車站
名古屋市營地下鐵
 東山線
本陣（H06）－龜島（H07）－名古屋（H08）

## 外部連結
- 龜島 - 名古屋市交通局

35°10′39″N 136°52′36″E / 35.177530°N 136.876740°E